# الآراء السياسية لكريستوفر هيتشنز
كريستوفر هيتشنز (13 أبريل 1949- 15 ديسمبر 2011) كاتب جدلي ومفكر ومؤلف وصحفي أمريكي بريطاني شارك في شبابه في مظاهرات ضد حرب فيتنام، وانضم إلى منظمات مثل الأمميون الاشتراكيون عندما كان في الجامعة وبدأ بالتعريف عن نفسه بأنه اشتراكي.
لكن بعد هجمات 11 سبتمبر لم يعد يعتبر نفسه اشتراكيًا وسيطر على تفكيره السياسي قضية الدفاع عن الحضارة ضد الإرهابيين وضد الأنظمة الشمولية التي تحميهم. رغم ذلك استمر هيتشنز باعتبار نفسه ماركسيًا، ومؤيدًا لمفهوم المادية التاريخية لكنه اعتقد أن كارل ماركس استهان بالطبيعة الثورية للرأسمالية. تعاطف مع الأفكار الليبرتارية لتدخل الدولة المحدود، لكنه اعتبر إن الليبرتارية ليست نظامًا قابلًا للتطبيق. في انتخابات الولايات المتحدة لعام 2000، دعم المرشح المستقل رالف نادر. بعد أحداث الحادي عشر من سبتمبر، أيد هيتشنز غزو العراق. في انتخابات عام 2004، كان يدعم بنسبة طفيفة الرئيس الجمهوري الموجود جورج دبليو. بوش أو كان محايدًا، وفي عام 2008 كان يدعم المرشح الديمقراطي باراك أوباما.

## التوجه السياسي

### المبادئ الأولى
لخص أليكسندر لينكلاتر النظرة الفكرية الأساسية لهيتشنز كما يلي:
كانت أحد حصون هيتشنز القديمة هي المنافسة بين ملك وبرلمان الحرب الأهلية الإنجليزية في القرن السابع عشر. بالنسبة لهيتشنز، لا تمثل الثورة الكرومويليانية فقط الصراع التأسيسي على الحكم البرلماني، بل تمثل أيضًا الرفض الكبير للحق الإلهي.. لكنه ليس صاحب مذهب عقلي تنويري تفاؤلي. يعرف نفسه من خلال خيبة أمل توماس باين من الإرهاب الفرنسي، وتحذير روزا لوكسمبورغ الشهير للينين حول عدم حتمية حكم رجل واحد. مع ذلك، فإنه يحتفظ من شبابه الماركسي بدكتاتورية فكرية وازدراء للمعضلات الليبرالية والمقايضات- وبالتالي تهجم قاسٍ على ليبرالية أشعيا برلين النبيلة في مقالة له في عام 1998. إنه غير مبالٍ بماهية المعتقدات الدينية، أو ما تعنيه لملايين الأشخاص -على الرغم من أنه، خلافًا لمثيله المناهض للدين ريتشارد دوكينز، يعترف هيتشنز أن الشعور الديني غير قابل للإلغاء.

### الجمهوريانية البريطانية
كان هيتشنز من أشد المؤيدين للجمهوريانية في المملكة المتحدة، إذ دعا إلى إلغاء النظام الملكي، ونشر في عام 1990 كتابه الذي كان جدليًا لفترة طويلة والذي يحمل عنوان الملكية: نقد لصنم بريطانيا المفضل. اتهم في كتابه الوثائقي الذي حمل عنوان الأميرة ديانا: بعد الحداد اتهم الصحافة البريطانية بلعب دور أساسي في خلق عبادة شخصية على مستوى وطني ولا مجال للطعن فيها وفي بعض الأوقات هستيرية تحيط بموت الأميرة ديانا، أميرة ويلز، في حين أنهم كانوا سابقًا ينتقدونها وينتقدون النظام الملكي كثيرًا بعد انفصالها وطلاقها من تشارلز، أمير ويلز، ولأنها كانت على علاقة مع الملياردير المصري دودي الفايد. ادّعى هيتشنز أن الشعب كان يتصرف بلا عقلانية، وبدا أن العديد منهم لم يكونوا يعرفون أصلًا لماذا هم في حداد. دقق أيضًا على مستوى الرقابة تجاه انتقاد ديانا والنظام الملكي ولكنه اتُّهِم، في نشرة لصحيفة ذي إندبندنت، بالمبالغة في هذه النقطة.

### حزب العمال
في عام 1965، انضم هيتشنز إلى حزب العمال في أول يوم كان فيه مؤهلًا للانتخاب، لكنه طُرد إلى جانب غالبية المنظمة الطلابية لحزب العمال في عام 1967، وذلك بسبب ما دعاه هيتشنز «دعم رئيس الوزراء هارولد ويلسون المهين للحرب في فيتنام». منذ ذلك الوقت صرح أنه «قام بإعادة التسجيل عدة مرات» في حزب العمل. قال في مقابلة له في مجلة ريزون في عام 2001، أنه على الرغم من أنه كان عضوًا في حزب العمال، عام 1979، غير أنه لم يكن سيصوت لحزب العمال، ولم يكن ليجعل نفسه «يصوت لصالح المحافظ». لم يصوت في الانتخابات أبدًا. صرح أيضًا أنه بعدم تصويته لحزب العمال كان يصوت فعليًا لفوز مارغريت تاتشر، الذي قال إنه كان «كان يأمل في سره أن يحدث». في مقالة في مجلة فانيتي فير عام 2005، كان مؤيدًا لتوني بلير في الانتخابات العامة لعام 2005، بشكل رئيسي بسبب دعمه لغزو العراق. في مقالة لمجلة سليت لعام 2009، وضح أنه في نهاية سبعينيات القرن العشرين انتقل إلى اليمين وصرح أن سقوط حزب العمال حدث عندما أصبح غوردون براون رئيسًا للوزراء.

### أيرلندا الشمالية
خلال نقاش مع جورج غالوي في عام 2005، صرح هيتشنز أنه كان «طوال حياته داعمًا لإعادة توحيد أيرلندا». كان يشير في عدة مرات، عند مناقشة المشاكل في أيرلندا الشمالية، إلى موقعهم ببساطة على أنه «أيرلندا» بدلًا من «أيرلندا الشمالية»، على سبيل المثال في مقال كُتب في مجلة سليت في عام 2007، يناقش تقاسم السلطة والحكومة المنقولة في أيرلندا الشمالية ويصفه بأنه «اتفاق لتوزيع غنائم مقاطعات أيرلندا الشمالية الست». خلال حملات تفجير الجيش الجمهوري الأيرلندي في بريطانيا العظمى، والتي بدأت في سبعينيات القرن العشرين، ادعى هيتشنز أنه «احتفظت بمجموعتين من الكتب، لم أكن أحب القنابل، لم أكن أحبّذ أن تتقسم أيرلندا».